# Brandon Koppers
Brandon Koppers (ur. 9 września 1995) – kanadyjski siatkarz, grający na pozycji przyjmującego. 

## Sukcesy klubowe
U Sports Championship:
- 2016
- 2014, 2015, 2017, 2018

Puchar Polski:
- 2019

Mistrzostwo Polski:
- 2019

I liga:
- 2024[3]
- 2022[4], 2023[5]

## Sukcesy reprezentacyjne
Mistrzostwa Ameryki Północnej, Środkowej i Karaibów Juniorów:
- 2014

Puchar Panamerykański Juniorów:
- 2015

Mistrzostwa Ameryki Północnej, Środkowej i Karaibów:
- 2021

Puchar Panamerykański:
- 2022[6]

## Nagrody indywidualne
- 2014: Najlepszy przyjmujący Mistrzostw Ameryki Północnej, Środkowej i Karaibów Juniorów
- 2015: Najlepszy przyjmujący Pucharu Panamerykańskiego Juniorów
- 2021: Najlepszy przyjmujący Mistrzostw Ameryki Północnej, Środkowej i Karaibów